# 商业地产抵押贷款支持证券
（簡稱），是不動產擔保證券的一种，它用商业地产抵押贷款而非住宅抵押贷款作支持。由于商业地产的独特属性，CMBS比住宅地产抵押贷款支持证券（RMBS）更为复杂，波动性也更强。
CMBS的结构通常体现为多个信贷分档（一译分级。为了与信用评级（credit rating）相区分，此处采用“分档”的译法），这一点跟担保抵押证券(）类似，却与典型的住宅地产“过手证券”有所不同。商业地产贷款证券化的典型形式是不动产抵押投资渠道信托；相应赋税法律规定，这样的信托可以以过手机构的形式出现，并不需要在信托基金的层面上履行税务责任。
相比其它的住房抵押贷款支持证券（MBS）而言，许多美国的CMBS要承担较少的提前偿付风险（Prepayment risk）；这是由商业地产抵押贷款的结构决定的。商业地产抵押贷款通常要包含“闭锁期条款（lockout provisions）”；而在闭锁期过后，仍可有诸如废止条款（defeasance）、收益维护条款（yield maintenance），以及提前偿付罚金（prepayment penalties）等等内容，以保护证券持有人。欧洲的CMBS对提前偿付风险的规避保护则一般没有这么多。债券的利息可能基于固定利率，亦可为浮动利率（如在LIBOR或EURIBOR的基础上增加一定息差）。

## 组成
以下是一段对CMBS的描述性短文，摘译自由商业抵押贷款证券协会与抵押贷款银行家协会（The Commercial Mortgage Securities Association and the Mortgage Banker's Association）出版的《CMBS借款人指南》：
商业地产初级贷款大致可以分为两类：证券化贷款（即“CMBS”贷款）和投资贷款（portfolio loan）。投资贷款由贷款人发出，并一直在其资产负债表上体现，直至贷款到期。
在一笔CMBS交易当中，许多单笔贷款被共同注入一个按揭池中。这些贷款的金额不同、涉及地产种类不同，地产区位也不同。而这个按揭池则被转至信托处，由信托发行若干收益、久期和偿付优先级都不相同的证券。受到广泛认可的信用评级机构会对这些证券逐一定级，从可投资级别（AAA/Aaa级至BBB-/Baa3级）到非可投资级别（BB+/Ba1到B-/B3级）；而所有从属于更低级别的证券产品则一概被标识为“未评定级（unrated class）”。
投资者根据他们各自可以接受的不同信用风险、收益，以及久期，来确定要购买何种CMBS证券。每个月，投资者都会收到按揭池产生的利息。利息最先付给持有最高级别证券的投资者；将这一级别累积应付的所有利息支付完毕后，再继续支付给持有次高级别证券的投资者，以此类推。抵押贷款每期所收到的本金也按照此原则支付给投资者。
这种从高到低逐级偿付的结构一般被称为“瀑布结构（waterfall）”。如果借款人在偿付时出现了资金短缺，或者贷款抵押品被清算之后不足以偿付相应的所有级别证券产品，处于最下级的投资者会首当其冲承担损失，而如果仍有更进一步的损失，则由次低级别的投资者承担，然后按照定级的反向顺序逐级上溯。
证券化的商业地产抵押贷款的典型结构是不动产抵押投资渠道信托。相应赋税法律规定，这样的信托可以以过手机构的形式出现，并不需要在信托基金的层面上履行税务责任。它们有“不为此类经营活动承担纳税义务”这样一个前提，而CMBS交易的建构与定价正是在这个假定前提下进行的。因此，遵循REMIC的相关法律至关重要。CMBS是商业抵押贷款借贷中一种吸引人的资金来源，这是因为，由若干贷款构建按揭池、并由按揭池支撑的证券价值通常要高于这些贷款的价值总和。CMBS有更好的流动性、结构更优良，因而将更为广泛的投资者吸引到了商业抵押贷款市场。这样一种价值创造的效应使得拟证券化的贷款定价更高，进而使得借款人得益。

## 行业参与者

### 初级服务机构（Primary Servicer）
亦作次级服务机构（Sub-servicer）。有些情况下，初级服务机构就是贷款人或者发出贷款的抵押贷款银行方。初级服务机构与借款人建立直接的联络，而一些主服务机构有时也会将一部分的贷款管理责任分包给初级服务机构。

### 主服务机构（Master Servicer）
主服务机构的责任是管理按揭池中的贷款，直至其到期；此外他们还要应对借款人违约的情况。主服务机构管理月供或年供的现金流、更新相应信息，并与借款人保持互动。

### 特殊服务机构（Special Servicer）
在特定情形（主要是借款人违约）下，贷款的管理责任转移到特殊服务机构处。除了对遭到违约的贷款进行处理之外，特殊服务机构还有对实际服务行为（如对贷款的相关数据作出假设等）的批准权。

### 指导性证书持有者/控制层/B-piece买家
低于暨定级别之下的剩余所有证券层级都被称为指导性证书持有者（directing certificate holder），亦称控制层（controlling class）。购买最低级别证券的投资者通常被称为“买家”。B-piece买家购买的证券产品一般皆为B-级、BB/Ba-级，以及未评定级。

### 受托人
受托人的主要责任是保管贷款的全部相关文档，并将主服务机构收到的支付款项按规则分发给证券持有人。虽然受托人依照“资金池及服务条款（Pooling and Servicing Agreement）”的规定，在贷款的一些方面上拥有很大的权力，但他们一般都会将这些权力下放至特殊服务机构或主服务机构处。

### 信用评级机构
对于一笔证券化交易，须有不少于一家、不多于四家信用评级机构参与其中。评级机构会在证券化操作关闭之后对相关的各个证券产品逐一定级。他们还要监控按揭池的表现，并根据按揭池资金表现、付款拖欠情况，以及可能会对信托内贷款造成损失的潜在事件等等随时更新评级、并知会投资者。